# Comuna Mala Bilka, Lanivți
Mala Bilka (în ucraineană Мала Білка) este o comună în raionul Lanivți, regiunea Ternopil, Ucraina, formată din satele Mala Bilka (reședința), Martîșkivți și Velîka Bilka.

## Demografie
Componența lingvistică a comunei Mala Bilka
     Ucraineană (99,77%)
     Alte limbi (0,23%)
Conform recensământului din 2001, majoritatea populației comunei Mala Bilka era vorbitoare de ucraineană (99,77%), existând în minoritate și vorbitori de alte limbi.